# Johann Christoph Friedrich Klug
Johann Christoph Friedrich Klug, född den 5 maj 1775 i Berlin, död där den 3 februari 1856, var en tysk entomolog.
Klug var professor i medicin och entomologi vid Berlins universitet 1810-56. Han beskrev fjärilar och andra insekter från Övre Egypten och Arabien i Christian Gottfried Ehrenbergs och Friedrich Wilhelm Hemprichs Symbolæ Physicæ (Berlin, 1829-1845).  År 1855 blev han invald som utländsk medlem i svenska Vetenskapsakademien.